# Tetraponera setosa
Tetraponera setosa (лат.) — вид древесных муравьёв рода Tetraponera из подсемейства Pseudomyrmecinae (Formicidae). 

## Распространение
Встречается в экваториальной Африке: Уганда.

## Описание
Муравьи мелкого размера буровато-чёрного цвета (около 5 мм). Ширина головы рабочих от 1,37 до 1,43 мм, длина головы от 1,46 до 1,55 мм. Относительно крупные для этого рода муравьи. Задний край глаза не достигает уровня боковых оцеллий; лобные кили умеренно разделены, минимальное расстояние между ними составляет 0,10 ширины головы и около 1/5 длины скапуса; скапус умеренной длины, превышающий длину глаза; передний край клипеуса очень слабо выпуклый, со слабой срединной вырезкой, без отчетливых зубцов; среднеспинка ограничена сзади хорошо заметным, но простым вдавлением, без продольных морщин; отчетливой метанотальной пластинки нет, хотя передний конец проподеума со слабо дифференцированным дугообразно-поперечным полем; дорсальная грань проподеума уплощенная, длиннее ниспадающей грани и незаметно закругляется в последнюю; петиоль умеренной длины и высоты, слабой дорсолатеральной окантовкой и передневентральным зубцом.

## Систематика
Вид был впервые описан в 2022 году американским мирмекологом Филипом Уардом (Philip Ward, Department of Entomology, University of California, Davis, Калифорния, США) в ходе проведённой им родовой ревизии. Включен в видовую группу Tetraponera  natalensis-group,  в том числе близок к Tetraponera mocquerysi, но отличается строением и скульптурой.